# Illa Bolxevic
|  | Per a altres significats, vegeu «Bolxevik». |

Situació de l'illa Bolxevic a la Terra del Nord

L'illa Bolxevic (rus: о́стров Большеви́к, romanitzat: óstrov Bolxevik) és l'illa més meridional de l'arxipèlag rus de la Terra del Nord, a l'Àrtic, entre el mar de Kara i el mar de Làptev. És la segona illa més gran de l'arxipèlag i la més meridional. Al sud està separada del continent per l'estret de Vilkitski, i al nord-oest de l'illa de la Revolució d'Octubre per l'estret de Xokalski.
L'illa, juntament amb la costa oriental del que es va anomenar Terra de l'Emperador Nicolau II, va ser descoberta per Boris Vilkitsky en el moment de l'Expedició Hidrogràfica de l'Oceà Àrtic de 1913. La seva insularitat, però, no es va demostrar fins al 1931, quan Georgy Ushakov i Nikolay Urvantsev van traçar l'arxipèlag durant la seva expedició de 1930–32. Que foren els qui li donaren aquest nom en honor dels bolxevics, els primers comunistes russos. Segons un decret aprovat l'1 de desembre del 2006 per l'extint govern regional de Taimíria, l'illa ha estat reanomenada illa de Santa Olga (остров Святой Ольги, óstrov Sviatoi Olgui) en honor de la gran duquessa Olga, assassinada durant la Revolució Russa.
Té una superfície estimada d'11.312 km². És muntanyosa, amb una altitud màxima de 935 m. Un 30% de l'illa és coberta de glaceres (Leningrad, Semiónov – Tian Xanski i Kropotkin), mentre que les planes costaneres tenen una vegetació esparsa de molses i líquens. Allotja la base àrtica Prima.